# 에시리
에시리 (본명 이병룡, 1980년 7월 20일 ~ )는 대한민국의 힙합 래퍼다. 1998년 사거제곱사의 멤버로 데뷔 후, 초창기 45RPM의 멤버였다가 탈퇴 후 Boltrix a.k.a B.L.X의 멤버로 활동하였다.
쇼미더머니1에 출연하여 주목을 받았다. 현재는 도시속에서 생존중이다. 

## 바이오그래피
에시리는 1998년 6인조 사거제곱사의 멤버로 활동을 시작하였다. 사거제곱사는 대전 힙합 클럽 Apollo에서 Zolla와 K-Don aka Valva를 만나 8인조 팀 45RPM을 탄생시켰으며, 에시리는 얼마 지나 팀에서 탈퇴 후 구자구와 함께 2인조 Boltrix를 결성하여 활동하였다. Boltrix는 클럽 MP를 중심으로 활동하며, 특히 2002년 Vasco와 함께 한 〈첫느낌〉이 큰 히트를 쳤지만, 곧 멤버들의 병역 문제로 해체하였다. 에시리는 2004년 공익 근무 요원으로 훈련소에 입소하였으며, 근무 중이었던 2005년 DJ DOC의 부다 사운드와 계약을 맺었다.
2006년 소집해제 후 에시리는 여러 공연과 앨범에 참여하였으며, 특히 뮤지컬 《랩퍼스 파라다이스》에 DJ 역으로 고정 출연하며 클럽 CATCH에서 파티 호스트 팀인 Crack Stahz의 MC로 활동하였다. 한편 솔로 앨범을 준비하는 동시 같은 사거제곱사 및 초창기 45RPM 출신이었던 Chas와 함께 Monkey Stick이란 팀을 결성, 디지털 싱글을 발표하였다. 2011년에는 2008년부터 준비하고 있음을 알려왔던 솔로 싱글을 발표하였다.
이렇듯 다양한 활동을 펼쳐왔던 그였으나 신통한 반응을 이끌어내지 못하던 중, 2012년에는 M.net 힙합 오디션 프로그램 《SHOW ME THE MONEY》에 출연하여, 심사위원으로 참여한 45RPM을 놀라게 하였다. 에시리는 본선에 올라가기 직전 최종 예선(TOP8 결정전)에서 탈락하였으나, 45RPM의 멤버로 합류하여 다시 프로그램에 복귀하면서 많은 이들을 놀라게 하였다.
대표곡: 나는 나를 대표해, 꿈의 열매

## 디스코그래피
- 2011년 디지털 싱글 《꿈의 열매》
- 2020년 디지털 싱글 《그냥 취하는거야》
- 2021년 디지털 싱글 《의식의 수도》
- 2021년 디지털 싱클 《빛으로》
- 2022년 디지널 싱클 《Flying Broom》